# 圣卡塔利娜城堡 (加的斯)
圣卡塔利娜城堡（西班牙語：Castillo de Santa catalina）是一座城堡，位于西班牙安达卢西亚加的斯的卡莱塔海滩的一端，用防波堤伸入大海。 它是由建筑师克里斯托巴·德·罗哈斯（Cristóbal de Rojas）设计，建于16世纪末，平面为五角星形。1993年公布为西班牙文化财产。

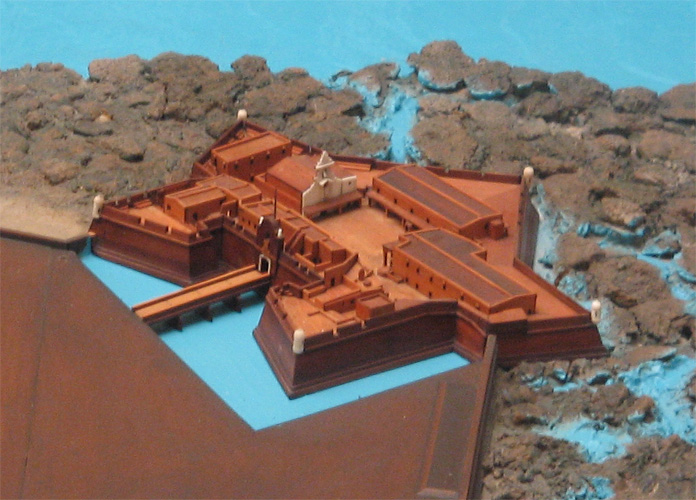
城市模型
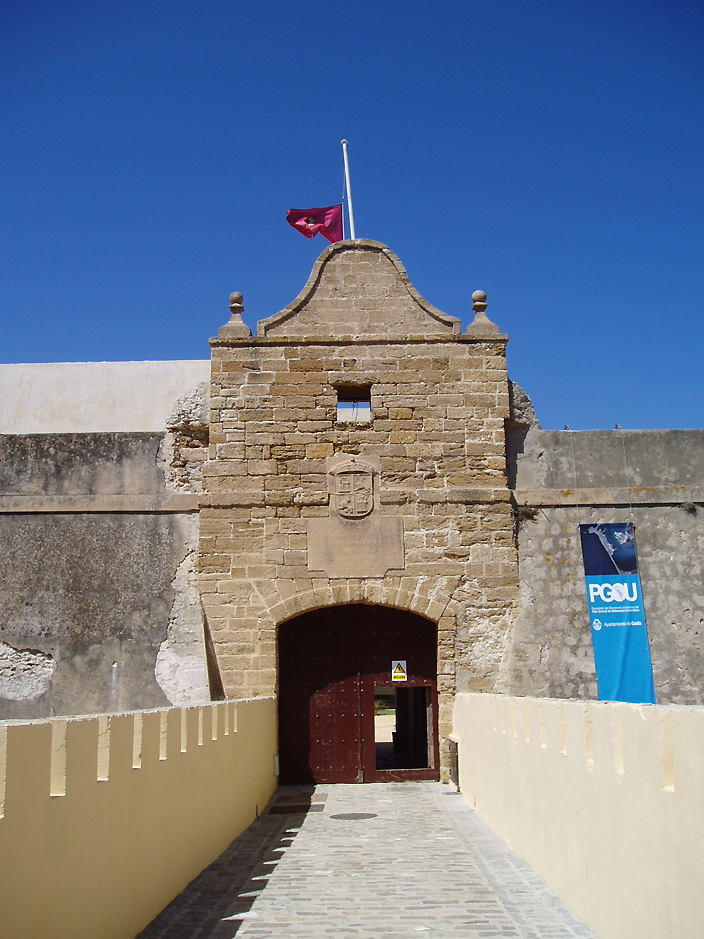
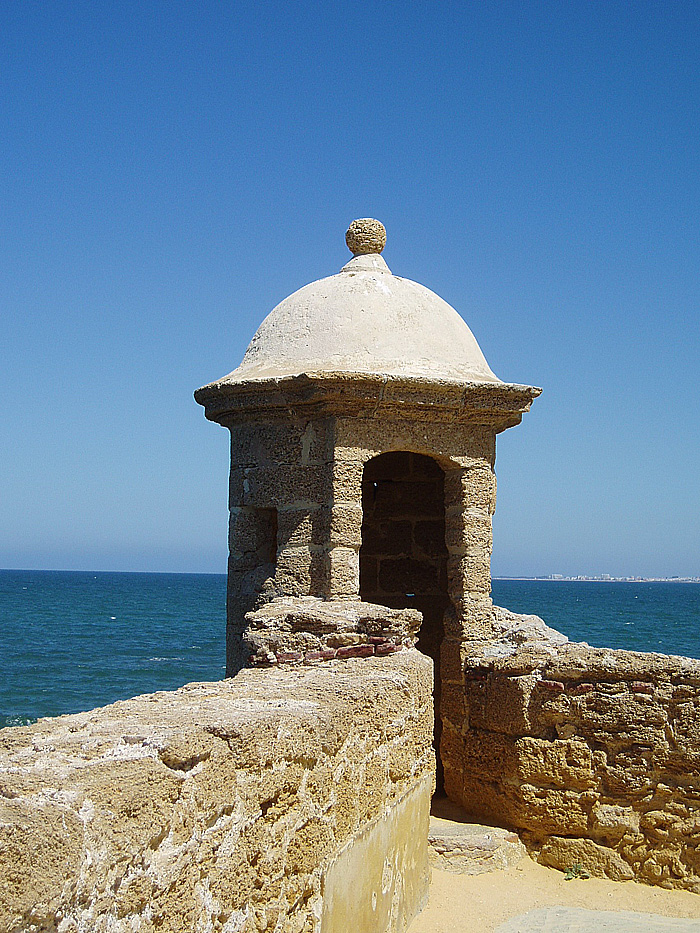
城堡门楼
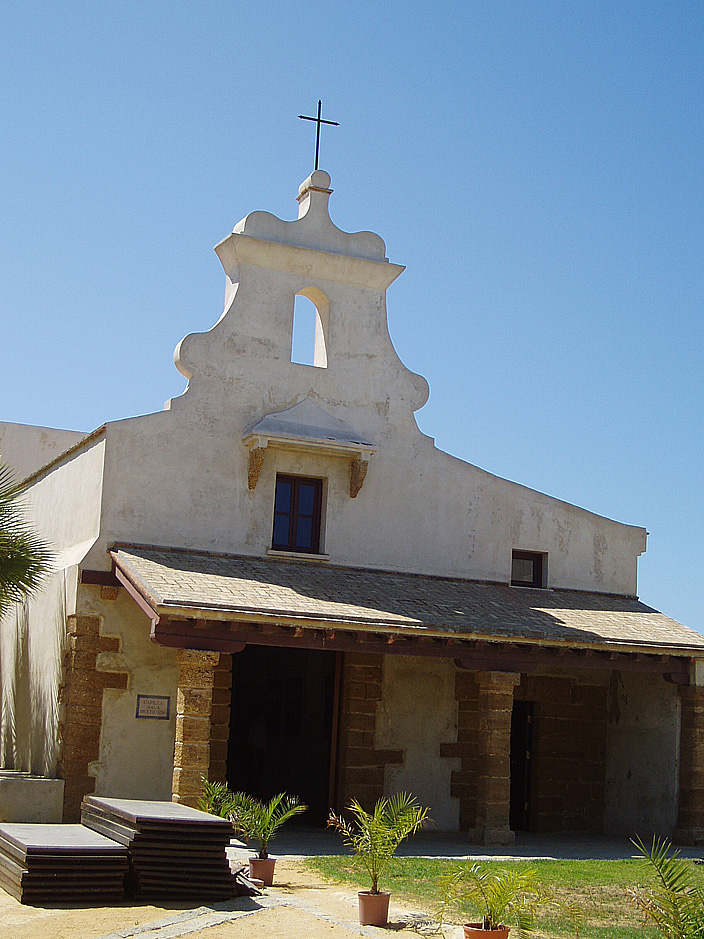
城堡小堂
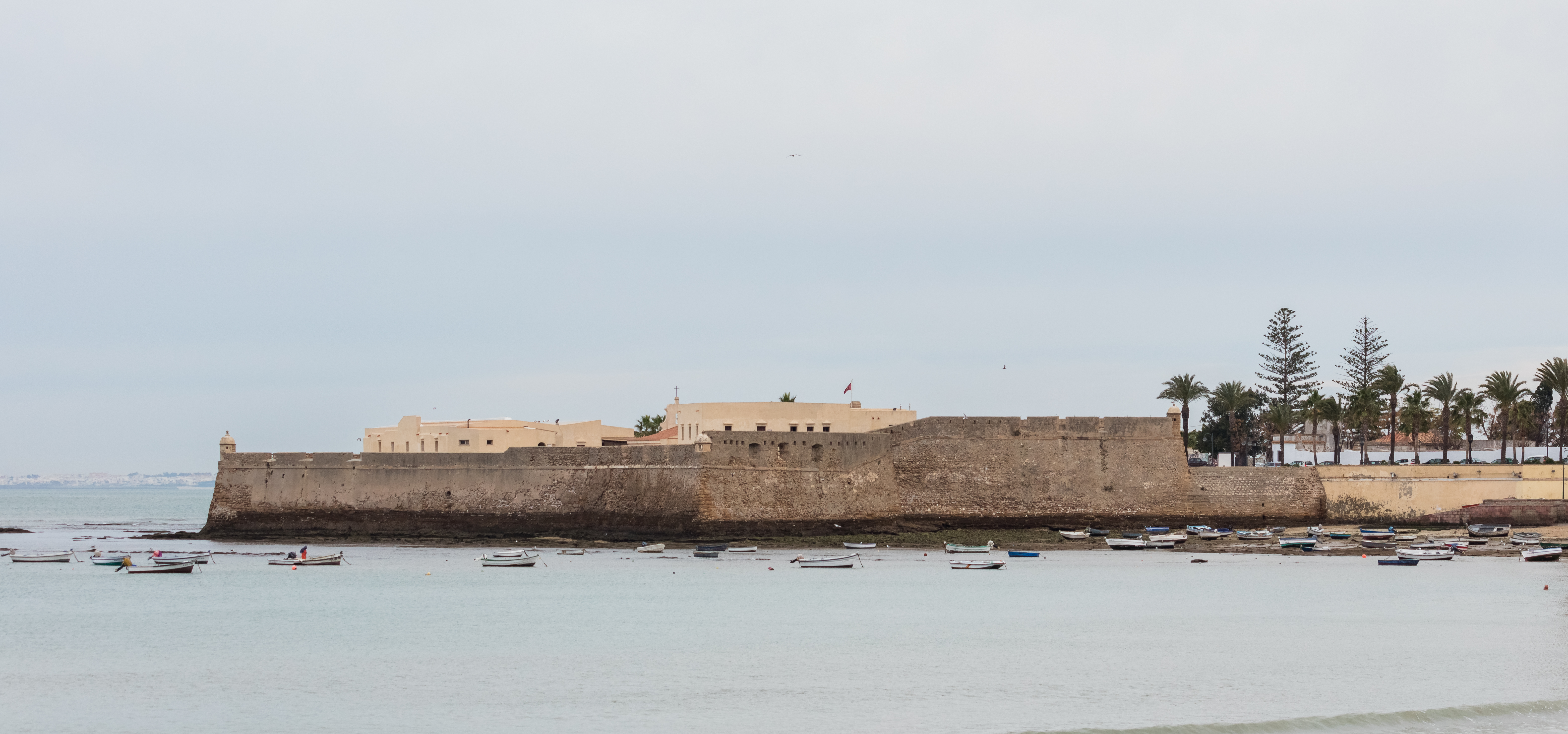
从海滩看到的景色